# Carolyn Jean Spellmann Shoemaker

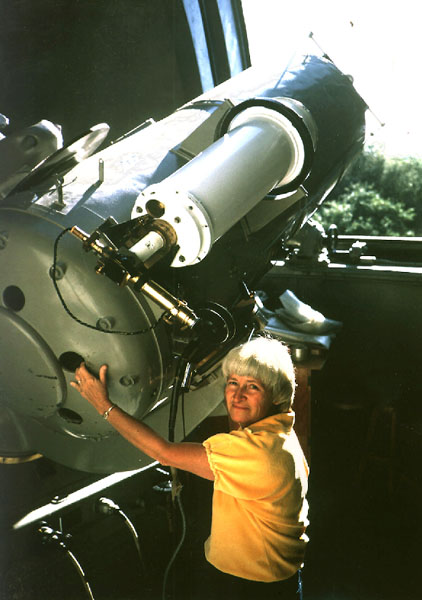
Carolyn Shoemaker

Carolyn Jean Spellmann Shoemaker (Gallup, 24 giugno 1929 – Gallup, 13 agosto 2021) è stata un'astronoma statunitense.

## Biografia
È la co-scopritrice della Cometa Shoemaker-Levy 9 e vedova di Eugene Shoemaker. 
Shoemaker detiene il record del maggior numero di comete scoperte da una persona. Iniziò la sua carriera astronomica nel 1980, cercando asteroidi che intersecano l'orbita terrestre e comete al California Institute of Technology e all'Osservatorio Palomar.
Negli anni '80 e '90, Shoemaker utilizzò fotografie prese dal telescopio a largo campo, combinate con uno stereoscopio, per trovare oggetti che si muovevano sullo sfondo delle stelle fisse. 
Shoemaker ha scoperto 32 comete e più di 800 asteroidi.

## Lista di comete periodiche scoperte
- 118P/Shoemaker-Levy – nota anche come Shoemaker-Levy 4 e scoperta il 9 febbraio 1991
- 129P/Shoemaker-Levy – nota anche come Shoemaker-Levy 3 e scoperta il 7 febbraio 1991
- 135P/Shoemaker-Levy – nota anche come Shoemaker-Levy 8 e scoperta il 5 aprile 1992
- 137P/Shoemaker-Levy – nota anche come Shoemaker-Levy 2 e scoperta il 25 ottobre 1990
- 138P/Shoemaker-Levy – nota anche come Shoemaker-Levy 7 e scoperta il 13 novembre 1991
- 145P/Shoemaker-Levy – nota anche come Shoemaker-Levy 5 e scoperta il 2 ottobre 1991
- 181P/Shoemaker-Levy – nota anche come Shoemaker-Levy 6 e scoperta il 7 novembre 1991
- 192P/Shoemaker-Levy – nota anche come Shoemaker-Levy 1 e scoperta il 15 novembre 1990
- D/1993 F2 (Shoemaker-Levy 9) – scoperta il 25 marzo 1993 e famosa per essere impattata su Giove tra il 16 ed il 22 luglio del 1994

## Riconoscimenti
- Nel 1988 la Medaglia Rittenhouse assieme al marito, Eugene Shoemaker
- Nel 1990 un dottorato onorario dall'Università di Flagstaff del Nord Arizona
- Nel 1991 gli è stato dedicato un asteroide, 4446 Carolyn[2].
- Nel 1995 il premio Scientists of the Year Award
- Nel 1996 la medaglia NASA Exceptional Scientific Achievement Medal dalla NASA[3]
- Nel 1998 la Medaglia James Craig Watson assieme al marito[4]